# 情熱のアレ
『情熱のアレ』（じょうねつのアレ、Love & Brave）は、花津ハナヨによる日本の漫画作品。
『コーラス』（集英社）にて2009年12月号より2011年11・12月合併号にかけて連載。単行本は全4巻。

## あらすじ
OLのマキは恋人と同棲して3年になるが、約2年間セックスレスが続いていた。ソノ気がない彼に素直に「したい」と言うことも、友達に相談することも出来ず、自分には女としての魅力が欠落しているのかと悩みは深まるばかりだった。
そんなある日、母が過労で倒れ、母が経営するおもちゃ問屋の仕事を手伝うことになる。ところが母の会社が扱うのは、おもちゃはおもちゃでも“大人のおもちゃ”だった。

## 登場人物
藤咲 真紀（ふじさき まき）
OL。作中ではマキと表記される。付き合って4年になる彼氏と3年前から同棲しているが、2年以上セックスレス状態。人前で性的なことを話すのが苦手で、彼氏とセックスレスであることもなかなか相談出来なかった。
母が過労で倒れ、経営するアダルトグッズの問屋を手伝うことになるが、母がそういう仕事をしていたことを初めて知り、なかなか受け入れることが出来なかった。恋人からは汚いものを見るような目で見られ、手伝うことを反対されるが、彼との関係を見直すきっかけとなり、後に本格的に転職する。
由美（ゆみ）
マキの幼なじみ。マキと一緒に問屋の仕事を手伝うことになる。セックス経験は豊富ではないが、マキと違いアダルトグッズを抵抗なく受け入れ、逆に興味津々の様子。手芸が得意。
北川 類（きたがわ るい）
マキと同じ会社に勤める恋人。セックスだけが愛を確かめる手段ではないと考えている。下品な女性が苦手で、情熱的で激しいセックスを好むマキとは対照的に非常に淡白な性格で、マキを満足させる自信が持てず、セックスレスになった。マキの悩みを知り、何とか克服しようとするが、結局別れてしまう。
マキの母
いくつもの仕事を掛け持ちしながら女手一つでマキを育ててきた。子供向けのおもちゃの通販会社を経営していたが、7・8年前からマキに内緒で子供向けから大人向けにシフトチェンジし、アダルトグッズを扱う「フラミンゴ」の経営を始めた。今でも恋人をとっかえひっかえしている。
赤塚（あかつか）
フラミンゴの正社員。男性。唯一、趣味と実益を兼ねて入社した人物。マキのことを好きになるが、岩井の色気に負け、一度だけ関係を持ってしまい、流れで付き合っていることになってしまった。
大野 光（おおの ひかる）
業界最大手のオナホールメーカー「雁谷」の社員。イケメンで東大卒、乗馬が趣味のエリート。恋人とセックスレスになったことをきっかけにオナホールを使い始め、それを作る会社に興味を持ち、転職した（その時にその恋人とも破局）。通称・王子だが、顔立ちや経歴に因るものではなく東京都北区王子出身だから。後にマキとは恋人同士になる。
岩井（いわい）
アダルトグッズショップのオーナー。女性でも入りやすいよう、可愛らしい内装にしている。いつも巨乳を強調した服を着ている。
青山（あおやま）
雁谷の海外事業部社員。海外育ちで、ズバズバと物を言う。